# Palača Almerigogna
Palača Almerigogna (italijansko palazzo Almerigogna) je dvorec v Kopru, ki stoji ob Gortanovem trgu na južnem delu mestnega jedra. 
Je eden izmed najpomembnejših gotskih spomenikov v mestu. 